# Eklundshof

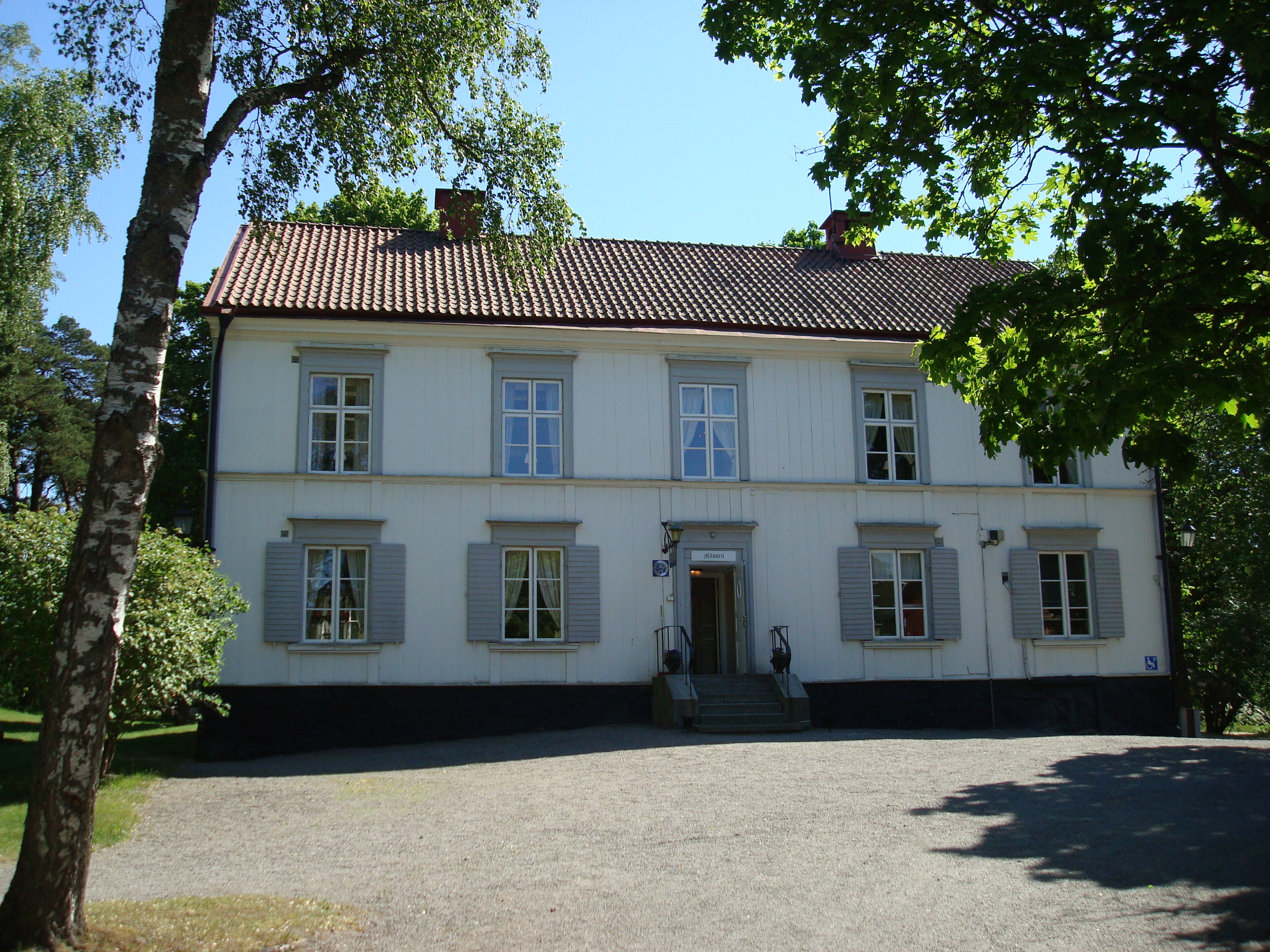
Eklundshofs gamla huvudbyggnad.

Eklundshof är ett område i stadsdelen Polacksbacken i närheten av Fyrisån i den södra delen av centrala Uppsala.

## Historia

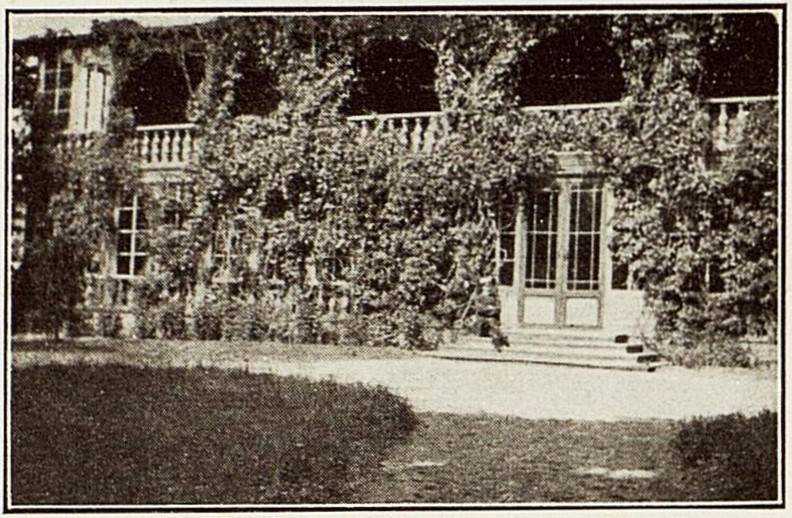
Eklundshof före 1915.

Eklundshofs historia som restaurang går tillbaka till 1700-talet då Upsala Helsobrunn år 1720 inrättats på området. År 1753 byggdes värdshuset, som är den nuvarande Mässen. I december 1767 beviljades Nils Eklund att bedriva traktering och spisning på området. Det ryktades felaktigt att denne Eklund innan han blev krögare hade varit hovlakej (han hade i själva verket varit kock hos Pontus Fredrik De la Gardie), vilket ska ha varit orsaken till att värdshuset började kallas Eklundshof. I början av 1800-talet byggdes Brunnshuset, och platsen blev populär att promenera till för att dricka brunn. Mellan 1826 och 1840 bedrevs verksamheten av Christian Berglin, och det var under denna period som Eklundshof hade sin glansperiod vilket återspeglas i ett flertal litterära och musikaliska verk. Gunnar Wennerberg och hans Juvenaler figurerade flitigt på Eklundshof, och efter en examenssexa där skrev Wennerberg Här är gudagott att vara till sina Gluntar.
Under denna tid började värdshusets övervåning användas som spisningslokal och sällskapsrum av officerskåren vid Upplands regemente som höll till på Polacksbacken. Efter omfattande reparationer på 1860-talet bedrevs verksamheten vidare fram till 1885 då ett förbud om utskänkning av spritdrycker infördes, och därmed upphörde all verksamhet. Värdshuset övertogs av försvarsmakten som använde det som underofficersmäss. På platsen uppfördes också regementets marketenteri, och senare även ett bibliotek.
Efter nära hundra år i försvarsmaktens händer återuppstod gästgiveriet 1983 i och med regementets flyttning till Enköping. Folke och Heléne Bennbom började då renovera byggnaderna för att motsvara dagens krav för en restaurang och konferensanläggning, men den ursprungliga stilen bibehölls. Idag inrymmer Eklundshof och byggnaderna runt om matsalar, kontor och verksamhetslokaler samt även studentboenden, lägenheter, lägenhetshotellet Eklundshof extended stay samt en förskola inryms i de gamla byggnaderna, och Eklundshof drivs fortfarande av familjen Bennbom.
Eklundshof är sedan 1995 ett byggnadsminne.

## Eklundshofs Vänner och Väninnor
Eklundshofs Vänner och Väninnor, som bildades 1993, är ett sällskap som värnar Eklundshof och vill på olika sätt rädda de traditioner som ännu lever kring området samt bevara det som utflyktsmål och utveckla aktiviteter där.

## Gluntarnas Vänner
Glunt-Akademin grundades år 2005 som ett nätverk inom Eklundshofs Vänner och Väninnor för att stimulera intresset för Gluntarna och deras miljö. Akademin ombildades hösten 2016 till en egen förening, Gluntarnas Vänner.